# Sofja Wladimirowna Korolenko

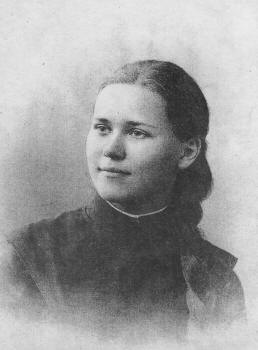
Sofja Korolenko (1911)

Sofja Wladimirowna Korolenko (russisch Софья Владимировна Короленко, * 9. November 1886 in Nischni Nowgorod; † 16. Juli 1957 in Poltawa) war eine sowjetische Literaturwissenschaftlerin.

## Biografie
Sie absolvierte 1904 ein Frauengymnasium in Poltawa. Bis 1915 studierte sie an der Abteilung für Geschichte und Philosophie einer Frauenhochschule in Sankt Petersburg. Ab 1905 half sie ihrem Vater, dem Schriftsteller Wladimir Galaktionowitsch Korolenko, bei literarischen und gesellschaftlichen Aktivitäten: Sie führte Briefwechsel und beteiligte sich an der Vorbereitung der Veröffentlichung seiner Werksammlung in 27 Bänden im Jahr 1914 in Sankt Petersburg.
Während des Russischen Bürgerkriegs arbeitete sie von 1918 bis 1920 in gemeinnützigen Organisationen für den Schutz von Kindern und Hungernden. Ab 1921 leitete sie die Redaktion für die Veröffentlichung des literarischen Erbes von Wladimir Korolenko und war Herausgeberin und Verfasserin von Anmerkungen für alle wichtigen Ausgaben seiner Werke. Sie gründete 1928 das Literarische Gedenkmuseum von Wladimir Korolenko in Poltawa und war dessen erste Direktorin.
Sie arbeitete am 10. Band der Jubiläumsausgabe der Werke von Wladimir Korolenko, die von 1953 bis 1956 in Moskau veröffentlicht wurde. Ihre Memoiren Zehn Jahre in der Provinz (1966) und Ein Buch über Vater (1968) wurden posthum in Ischewsk veröffentlicht.